# 弗朗西斯·阿斯顿
弗朗西斯·威廉·阿斯顿（英語：Francis William Aston，1877年9月1日—1945年11月20日）FRS，英国化学家、物理学家，英国皇家学会院士，俄罗斯科学院荣誉院士。由于“借助自己发明的质谱仪发现了大量非放射性元素的同位素，以及阐明了整数法则”，他被授予1922年诺贝尔化学奖。

## 生平
弗朗西斯·阿斯顿1877年9月1日出生于英国伯明翰。1894年，他在梅森学院（后并入伯明翰大学）开始大学生活，师从约翰·亨利·波因廷学习物理，师从弗兰克兰和威廉·蒂尔登学习化学。1896年起，他还在父亲家中的私人实验室里进行有机化学研究。1898年，他获得福斯特奖学金赞助，成为弗兰克兰的学生，主要研究酒石酸化合物的光学性质。1900年起，他在伯明翰的酿酒学校研究发酵学，并被W·巴特勒酿酒厂雇佣，直到1903年返回伯明翰大学担任波因廷的助理研究员。
1909年，阿斯顿成为伯明翰大学讲师。一年后，受J·J·汤姆孙的邀请，转投剑桥大学卡文迪许实验室。第一次世界大战爆发后，他的研究被迫中断，期间被征募为皇家空军服务。战争结束后，他重新回到卡文迪许实验室。
1920年，阿斯顿成为剑桥大学三一学院院士，此后一直在剑桥居住。1921年，阿斯顿当选皇家学会院士，次年获得诺贝尔化学奖以及皇家学会的休斯奖章。
1945年11月20日，阿斯顿在英国剑桥逝世。

## 研究贡献
1903年，阿斯顿在伯明翰大学研究放电管中的克鲁克斯暗区，很快便发现了“阿斯顿暗区现象”。
阿斯顿加盟卡文迪许实验室时，汤姆孙已经在阴极射线的研究中取得重大成果，转而研究欧根·戈尔德施泰因发现的阳极射线。汤姆孙和阿斯顿使用威廉·维恩发明的方法，通过磁场使阳极射线的粒子发生偏转，并通过电场使具有不同电荷和质量的离子分隔开。这些实验的成果便是首个扇形磁场质谱计的诞生：使离子沿抛物线飞行，将其轨迹记录到底片上，从而测定其精确质量。
在卡文迪许实验室初期，阿斯顿已经通过实验证明了氖的两种同位素的存在。后来由于一战，他的研究中断了5年。1919年，他重回实验室，继续对氖的同位素进行研究。很快，他成功研制了第一台质谱仪，并相继制出性能更高的第二和第三部。借助这些具备电磁聚焦性能的质谱仪，他鉴别出至少212种天然同位素。通过对大量同位素的研究，他阐述了“整数法则”，即：除了氢以外的所有元素，其原子质量都是氢原子质量的整数倍。并且，通过质谱分析，他解释了造成实际值与上述法则偏差的原因是同位素的存在。
阿斯顿一生发生许多论文，1922年出版专著Isotopes（《同位素》），1933年重印时更名为Mass-spectra- and Isotopes（《质谱与同位素》）。月球上有以其名字命名的“阿斯顿环形山”。

## 个人生活
阿斯顿热爱运动，定期到瑞士、挪威等地参加越野滑雪、滑雪等冬季项目。年轻时，他花了相当多业余时间投入到自行车运动中。他还参与游泳、高尔夫（尤其是在剑桥与卢瑟福等同事一起）、网球等运动，并且在英格兰、威尔士和爱尔兰举行的一些公开赛中获奖。1909年，他到檀香山学习冲浪。出身于音乐世家的他，能够弹奏钢琴、小提琴和大提琴，时常在剑桥演出。另外，他还热衷于在世界各地旅行。